# Râul Căinar, Botna
Râul Căinar este un curs de apă, afluent de dreapta al râului Botna, care străbate teritoriul satului Cărbuna și al orașului Căinari, din sudul Republicii Moldova. Se varsă în râul Botna la nord de localitatea Căinari - stație de cale ferată.